# Kosteletzkya thurberi
Kosteletzkya thurberi là một loài thực vật có hoa trong họ Cẩm quỳ. Loài này được A. Gray mô tả khoa học đầu tiên năm 1887.